# Alicia Leal
Alicia Leal Veloz es una pintora cubana.

## Carrera
Leal se graduó en 1980 de la Escuela de Bellas Artes de San Alejandro, conocida como la primera escuela de arte en Cuba. También es miembro de la Unión Nacional de Escritores y Artistas de Cuba (UNEAC) y de la Asociación Internacional de Arte (IAA/AIAP). 
Sus obras se centran en las mujeres y la relación entre mujeres y hombres, y son conocidas por su perspectiva plana con detalles intrincados y narrativos. Sus pinturas se inspiran en el arte popular. Leal trabaja desde el estudio que posee con su esposo y colega pintor Juan Moreira, ubicado en El Vedado en La Habana, Cuba. 
Su obra forma parte de colecciones permanentes en instituciones como el Museo Nacional de Bellas Artes de La Habana y la Embajada de España en la Sede de las Naciones Unidas en Nueva York.